# سیکلوفان
سیکلوفان‌ها(به انگلیسی: Cyclophane) هیدروکربن‌های شامل یک واحد آروماتیک (معمولا یک حلقه بنزن) و یک زنجیره آلیفاتیک هستند. زنجیره آلیفاتیک در این ترکیبات به شکل یک پل بین دو موقعیت غیر مجاور از حلقه آروماتیک قرار می‌گیرد. مشتقات پیچیده‌تر که از واحدهای آروماتیک و پل‌های متعدد تشکیل شده‌اند، به ساختارهای قفس‌مانند نیز شناخته می‌شوند. سیکلوفان‌ها در شیمی آلی به خوبی مورد مطالعه قرار گرفته‌اند زیرا به دلیل تجمع کرنشی، صورتبندی شیمیایی غیرمعمولی دارند.
انواع اصلی سیکلوفان عبارتند از [n]متاسیکلوفان (I) در طرحواره شماره ۱، [n] پاراسیکلوفان (II) و ['n.n] سیکلوفان (III). پیشوندهای متا و پارا با الگوی‌های استخلافی آرن مطابقت دارند و n به تعداد اتم‌های کربن تشکیل دهنده پل اشاره دارد.